# Bill White
Bill White is de voormalige voorzitter van het Intrepid Sea-Air-Space Museum en het Intrepid Fallen Heroes Fund. Hij is genomineerd om vanaf 2025 Amerikaans ambassadeur te worden in Brussel.

## Levensloop
White werd geboren eind jaren zestig, is afkomstig uit Point Lookout, New York, en studeerde af aan de Universiteit van Fordham. White werkte in het familiebedrijf en begon in 1992 bij Intrepid te werken en werd stafchef van Zachary Fisher en fondsenwerver voor de Intrepid Museum Foundation. In 1996 ontving hij de Meritorious Public Service Award voor zijn werk voor de Amerikaanse marine. Hij woont in Manhattan.
In 2008 werd White genoemd als mogelijke kandidaat voor de functie van minister van Marine van de Verenigde Staten onder de regering van Obama. Zijn nominatie werd gesteund door Hugh Shelton, een voormalig voorzitter van de Joint Chiefs of Staff, en Jerry Nadler, in wiens congresdistrict het Intrepid Museum is gevestigd. De post ging uiteindelijk naar de voormalige gouverneur van Mississippi en ambassadeur in Saoedi-Arabië, Ray Mabus.
In juni 2009 meldde The Washington Times dat White in aanmerking kwam voor de functie van Deputy Chief Management Officer voor het Amerikaanse ministerie van Defensie, wat hem de hoogstgeplaatste openlijk homoseksuele persoon binnen het ministerie zou maken.
In 2010 richtte White Constellations Group op, een strategisch adviesbureau dat bedrijven, stichtingen en vermogende particulieren adviseert over hun zakelijke uitdagingen en filantropische inspanningen. De missie van de firma is de mannen en vrouwen van de Amerikaanse strijdkrachten en de gemeenschappen van hulpverleners en hun families te ondersteunen.
In mei 2010 nam White ontslag als voorzitter van het Intrepid-museum en andere Intrepid-gerelateerde functies om nieuwe uitdagingen aan te gaan. Het museum gaf geen uitleg voor Whites plotselinge aftreden. White was eerder gedagvaard door het kantoor van de toenmalige procureur-generaal van de staat New York, Andrew Cuomo, in verband met onderzoeken naar fondsenwervingscampagnes door pensioenfondsbeheerders. Hij had banden met de voormalige staatscontroleur Alan G. Hevesi, die ontslag nam nadat hij schuldig had gepleit aan een misdrijf.
In september 2010 stemde White ermee in een boete van $ 1.000.000 te betalen om de beschuldigingen te schikken dat hij betrokken was bij het schandaal rond het betalen van spelers staatspensioenfonds.
Op 1 februari 2011 werd White opnieuw verkozen tot de raad van toezicht van het Intrepid Fallen Heroes Fund.
Op 14 mei 2012 meldde CNN dat White in een brief die CNN in handen kreeg, zijn steun aan de Republikeinse presidentskandidaat Mitt Romney had ingetrokken vanwege diens standpunt over het homohuwelijk, dagen nadat president Obama zijn volledige steun voor het homohuwelijk had uitgesproken. In zijn brief verzocht White Romneys campagne om zijn maximale bijdrage terug te betalen. White verklaarde tegenover CNN dat hij het begrotingsbeleid van president Obama niet steunt, maar dat hij hem wel steunt ten opzichte van Romney. Hij geloofde namelijk dat Romney zou aandringen op een grondwetswijziging tegen het homohuwelijk, waardoor zijn eigen huwelijk nietig zou worden verklaard.

### Politieke fondsenwerving

#### Fondsenwerving 2014 met president Obama
Op 7 oktober 2014 bezocht president Obama een fondsenwervingsactie met een opbrengst van $ 25.000 per zetel, die werd gehouden in het huis van Bryan Eure en White. Er werd geld ingezameld voor Democratische kandidaten bij de tussentijdse verkiezingen.

#### Steun voor president Trump na de presidentsverkiezingen van 2016
Na de verkiezing van Donald Trump in 2016, verlegden White en zijn man Bryan Eure hun politieke en donatieactiviteiten naar conservatieve doelen. Ze lieten hun eerdere steun aan Hillary Clinton en Barack Obama varen. White en Eure organiseerden in 2018 een fondsenwervingsactie van 5 miljoen dollar voor Trump. Na de presidentsverkiezingen van 2020 hielp White geld inzamelen voor de betaling van de kosten die het juridische team van president Trump had gemaakt bij het aanvechten van de verkiezingsuitslag.

### Persoonlijk leven
White trouwde in 2011 met Bryan Eure, bekrachtigd door de vooraanstaande advocaat David Boies. Onder de aanwezigen waren onder meer Barbara Walters, David Paterson, Gayle King en Joel Grey, naast vele andere vooraanstaande personen. Aretha Franklin was de bruiloftszangeres.
Bill verdeelt zijn tijd tussen Atlanta en New York.
In 2012 kocht White een herenhuis in Manhattan op 460 West 22nd Street voor 4,6 miljoen dollar. Na een uitgebreide renovatie verkocht hij het vervolgens weer voor 16 miljoen dollar. Het gerenoveerde pand was bezocht door Barack Obama, Jennifer Lopez en Mark Wahlberg voordat het werd gekocht door DRGB Y Asociados LLC.